# Selçuk Eker
Selçuk Eker (* 18. Dezember 1991 in Gebze, Kocaeli) ist ein ehemaliger türkischer Boxer im Fliegengewicht und Bantamgewicht. Er war im Fliegengewicht jeweils Teilnehmer der Olympischen Sommerspiele 2012 in London und 2016 in Rio de Janeiro.

## Boxkarriere
Selçuk Eker trainierte im Verein Kocaeli Büyükşehir Belediyesi Kağıtspor und später dem Fenerbahçe SK, einer seiner Trainer war Serkan Bal.
Nach zahlreichen Teilnahmen an Nachwuchsmeisterschaften, darunter der Kadetten-Weltmeisterschaft 2007 und der Jugend-Weltmeisterschaft 2008, wurde er 2009 noch Türkischer Jugendmeister im Fliegengewicht und darüber hinaus als Bester Boxer der Meisterschaft ausgezeichnet.
2010 gewann er erstmals die Türkische Meisterschaft bei den Erwachsenen und wiederholte den Titelgewinn in den Jahren 2012, 2014, 2015, 2016 und 2017. Zudem boxte er in den Saisonen 2010/11 sowie 2011/12 für das türkische Team „Istanbulls“ bzw. „Istanbul Bosphorus“ in der World Series of Boxing (WSB).
Bei den Europameisterschaften 2010 in Moskau bzw. 2011 in Ankara unterlag er im Viertelfinale gegen den späteren Goldmedaillengewinner Michail Alojan (2010) bzw. den späteren Finalisten Georgi Balakschin (2011). Sein bedeutendster EM-Sieg gelang ihm gegen Elvin Məmişzadə. In der Vorrunde der Weltmeisterschaft 2011 in Baku verlor er gegen Oteng Oteng.
Bei der Olympiaqualifikation 2012 in Trabzon erkämpfte er mit Siegen gegen Howhannes Danieljan, Rafał Kaczor und Norbert Kalucza einen Startplatz bei den Olympischen Sommerspielen 2012 in London. Dort schied er in der Vorrunde gegen Chatchai Butdee aus.
2013 boxte er im Bantamgewicht; er besiegte bei der Europameisterschaft 2013 in Minsk Sean McGoldrick, ehe er im Achtelfinale gegen den späteren Goldmedaillengewinner John Nevin unterlag. Bei der Weltmeisterschaft 2013 in Almaty schlug er Eduardo Martinez, Matti Koota und Robenílson de Jesus. Beim Kampf um den Einzug ins Halbfinale scheiterte er knapp mit 1:2 gegen Mykola Buzenko.
Auch bei den Europaspielen 2015 in Baku ging er im Bantamgewicht an den Start, verlor jedoch im ersten Duell mit 1:2 gegen Qais Ashfaq.
Im Juni 2016 konnte er beim Olympiaqualifikationsturnier in Baku jeweils Alex Winwood, Dodji Ayigah und Ceiber Ávila besiegen, ehe er im Halbfinalkampf gegen den späteren Turniersieger Daniel Assenow ausschied und sich damit noch einen Startplatz bei den Olympischen Sommerspielen 2016 in Rio de Janeiro sicherte. Dort verlor er in der Vorrunde des Fliegengewichts mit 1:2 gegen Hu Jianguan.
2017 war er noch Viertelfinalist der Islamic Solidarity Games.